# 李伯悌
李伯悌（1918年2月—1996年9月8日），原名陈庆纹，女，安徽怀宁人，中华人民共和国新闻工作者，曾任英文《中国日报》副总编辑，第五届、第六届全国政协委员。

## 生平
1918年2月出生，为方令孺和陈平甫的长女。1923年随父母到美国。她的英文名为“Betty”，后改名为“李伯悌”。回国后，她曾就读于上海中西女中，1937年参加革命工作。1938年8月在重庆加入中国共产党，介绍人沙铁瀛。1938年至1940年，在西迁至四川乐山的国立武汉大学外文系学习，曾任武汉大学党总支宣传委员、女生支部书记。1940年底转入国立西南联合大学文学院外文系，曾任第二线党总支宣传委员。1941年夏疏散至云南大理，在工业合作社工作。1942年赴广西桂林，负责地下电台工作。1943年又到重庆美国时代公司工作。抗日战争胜利后，曾赴美国曼荷莲学院学习。1949年留学归国，在新华社天津分社担任记者。1951年5月，接受陈翰笙的邀请，到北京参加《中国建设》杂志社筹备工作。创刊后，任编译组长、编辑室主任，分管翻译政治社会方面的报道。1960年，参加在苏联莫斯科举行的各国共产党和工人党会议，担任中国共产党代表团翻译组长。1965年，任《中国建设》杂志副总编辑。1966年文化大革命开始后受到冲击。1973年5月至6月，作为中国新闻代表团副团长访问美国和加拿大，与时任美国总统尼克松、加拿大总理特鲁多会见。1980年参与英文《中国日报》的创建工作，任副总编辑。1978年至1988年，担任第五届、第六届全国政协委员。
1996年9月8日上午10时30分因脑中风逝世，终年78岁。

## 家庭
妹妹萧文（1920年－2019年），原名陈庆绚，曾任浙江省教育厅厅长。